# Radim Šalda
Radim Šalda (* 18. února 1999, Pardubice) je český hokejový obránce hrající českou Tipsport extraligu v týmu HC Energie Karlovy Vary.
Šalda se narodil v Pardubicích, ale hokej začínal hrát v žákovských týmech Hronova, odkud odešel do mladšího dorostu Hradce Králové. Tam s klubem vyhrál titul v sezónách 2013/14 a 2014/15. Ve druhé ze dvou jmenovaných sezón začal Česko reprezentovat v mládežnických výběrech. Jeho první větší reprezentační akcí byl Světový pohár do 17 let 2016, na který navázal o několik měsíců později ve vítězném Memoriálu Ivana Hlinky. V reprezentaci osmnáctiletých pokračoval také v sezóně 2016/17, ve které byl nominován na MS 18'. V té sezóně už byl ve svých 16 letech oporou královéhradeckého juniorského týmu, plus byl také zapůjčen pro baráž do Litoměřic a po sezóně byl draftován do CHL týmem Saint John Sea Dogs hrajícím v kanadské juniorské lize QMJHL. Tam odešel před sezónou 2017/18 ve které premiérově nastupoval za českou juniorskou reprezentaci a to i na světovém šampionátu 2018 v americkém Buffalu a i o rok později v kanadském Vancouveru. V roce 2018 byl též draftován do NHL, kde si ho v 7. Kole vybral tým Tampy Bay.

## Úspěchy

### Kolektivní úspěchy
- 2013/14, 2014/15 – S Hradcem Králové vyhrál Extraligu mladšího dorostu.
- 2016 – Vítězství na Memoriálu Ivana Hlinky.